# Director de l'execució de l'obra
El director de l'execució de l'obra és l'agent de l'edificació definit en la Llei d'Ordenació de l'Edificació d'Espanya- LOE-, que formant part de la direcció facultativa, assumeix la funció tècnica de dirigir l'execució material de l'obra i de controlar qualitativament i quantitativament la construcció i la qualitat de l'edificat.

## Història
L'expressió de director d'execució de l'obra ha estat acunyada per la Llei d'Ordenació de l'Edificació d'Espanya- LOE- aprovada el 5 de novembre de 1999. Abans de la publicació de la LOE, la figura de "director d'execució material" s'anomenava "director material de les obres" en contraposició al director de l'obra o "director conceptual". Ambdós agents formen la direcció facultativa en les obres d'edificació.
Aquesta figura esta lligada a l'obligació que el legislador a Espanya, va establir per a les obres d'edificació des de començaments de segle xx. L'any 1919, el Reial Decret del 28 de març recull la intervenció obligada de l'Aparellador en totes les obres dirigides pels arquitectes de l'Estat, província o municipi el pressupost del qual superi les 15.000 pessetes. Així mateix, aquest Reial Decret al·ludix per primera vegada a la responsabilitat civil o criminal en què pot incórrer l'Aparellador, derivada de la seva actuació a les ordres de l'arquitecte. l'any 1971 es va aprovar un Reial Decret d'atribucions dels Arquitectes Tècnics i l'any 1979 un altre sobre les tarifes d'honoraris, amb el que es va produir una ordenació més àmplia de la intervenció dels Aparelladors en els treballs propis de la seva professió. Amb la Llei 12/86 (referendada per la Llei 33/1992) queden definitivament fixades les atribucions dels Aparelladors i Arquitectes Tècnics i en especial la direcció de l'execució material de les obres.

## Obligacions
Són obligacions del director de l'execució de l'obra:
- a) Estar en possessió de la titulació acadèmica i professional habilitant i complir les condicions exigibles per a l'exercici de la professió. En cas de persones jurídiques, designar el tècnic director de l'execució de l'obra que tingui la titulació professional habilitant.
- b) Verificar la recepció a l'obra dels productes de construcció, ordenant la realització d'assajos i proves precises.
- c) Dirigir l'execució material de l'obra comprovant els replantejaments, els materials, la correcta execució i la disposició dels elements constructius i de les instal·lacions, d'acord amb el projecte i amb les instruccions del director d'obra.
- d) Consignar al Llibre d'Ordres i Assistències les instruccions necessàries.
- e) Subscriure l'acta de replanteig o de començament d'obra i el certificat final d'obra, així com elaborar i subscriure les certificacions parcials i la liquidació final de les unitats dobra executades.
- f) Col·laborar amb els agents restants en l'elaboració de la documentació de l'obra executada, aportant els resultats del control realitzat.[1]

## Titulacions acadèmiques habilitants
Les titulacions acadèmiques habilitants depenen de l'ús principal de l'edificació, ja sigui de caràcter públic o privat:
| Ús | Titulació acadèmica habilitant                           |
| Administratiu, sanitari, religiós, residencial, docent o cultural | Arquitecte tècnic                                        |
| Aeronàutic; agropecuari; de l'energia; de la hidràulica; miner; de telecomunicacions; de transport terrestre; marítim; fluvial i aeri; forestal; industrial; naval; de l'enginyeria del sanejament i higiene, i accessori a les obres d'enginyeria i la seva explotació | Arquitecte tècnic                                        |
| Totes les altres edificacions els usos de les quals no estiguin expressament relacionats en els grups anteriors | Arquitecte, Arquitecte tècnic, enginyer, enginyer tècnic |

## Certificació professional
Més enllà de la titulació habilitant per a exercir la funció de director d'execució de l'obra i de la mateixa forma que passa amb altres perfils professionals, hi ha certificacions professionals que mitjançant un procés rigorós, objectiu, imparcial i ajustat a les principals normatives de control, atorguen certificats que acrediten l'experiència, la formació, la competència i el nivell de professionalitat de la persona que ho ostenta.
La certificació professional és la manera de reconèixer la capacitat i la competència d'un professional. A España hi ha organismes certificadors com l'Agència de Certificació Professional (ACP), que està acreditada per ENAC i disposa de l'esquema per a certificar els directors d'execució de l'obra

## Premis
Des de l'any 2004, s'organitza a Catalunya els Premis Catalunya Construcció. El seu objectiu és el de fer un reconeixement públic a les persones que exerceixen les principals funcions professionals relacionades amb l’execució de les obres de construcció, mitjançant la distinció de persones, individualment o en equip, per la seva actuació professional o empresarial amb relació a una obra de referència. Es premien 9 categories professionals, essent una d'aquestes la direcció d'execució i gestió de l'obra:
1. Direcció de l’Execució i Gestió de l’Obra
2. Direcció Integrada de Projecte
3. Coordinació de Seguretat i Salut
4. Innovació en la Construcció
5. Rehabilitació Patrimonial
6. Rehabilitació Funcional
7. Rehabilitació Energètica
8. Treball Final de Grau
9. Premi Especial a la Trajectòria Professional

Aquests premis són organitzats pel Col·legi de l'Arquitectura Tècnica de Barcelona, amb el suport del Consell de l’Arquitectura Tècnica de Catalunya i l’Arquinfad.